# Musica enchiriadis
Le Musica enchiriadis est un traité musical datant de la fin du IXe siècle ; son auteur est anonyme. C'est le plus ancien texte qui nous soit resté contenant une tentative d'élaboration d'un système de règles pour la polyphonie dans la musique occidentale. Dans un premier temps ce traité a été attribué à Hucbald de Saint-Amand, mais cette attribution a été depuis contestée. D'autres historiens l'ont attribué à Odon de Cluny (879-942)ou à Hoger (?-906).
Ce traité de théorie de la musique, tout comme d'autres textes, telle la Scolica enchiriadis, circula officieusement dans les manuscrits médiévaux, souvent associé au De Institutione Musica de Boèce. Il consiste en dix-neuf chapitres, les neuf premiers sont consacrés à la notation musicale, aux modes et au plain-chant.
Les chapitres 10 à 18 concernent la polyphonie. L'auteur montre ici avec des exemples comment la consonance des intervalles doit être utilisée pour composer ou improviser le nouveau style de musique médiéval : l'organum (Scolica enchiriadis explique également que certaines mélodies doivent être chantées plus rapidement, d'autres plus lentement). Le dernier chapitre, le 19e, relate la légende d'Orphée.
La gamme utilisée dans le travail, qui est basée sur un système en tétracorde, semble avoir été créée uniquement pour les explications de ce traité, plutôt que de reproduire la pratique musicale existante. Le traité utilise également un très rare système de notation, antérieur au système de Guido d'Arezzo, connu sous le nom de "dasien".
Une édition critique du traité a été publiée en 1981.